# SETI

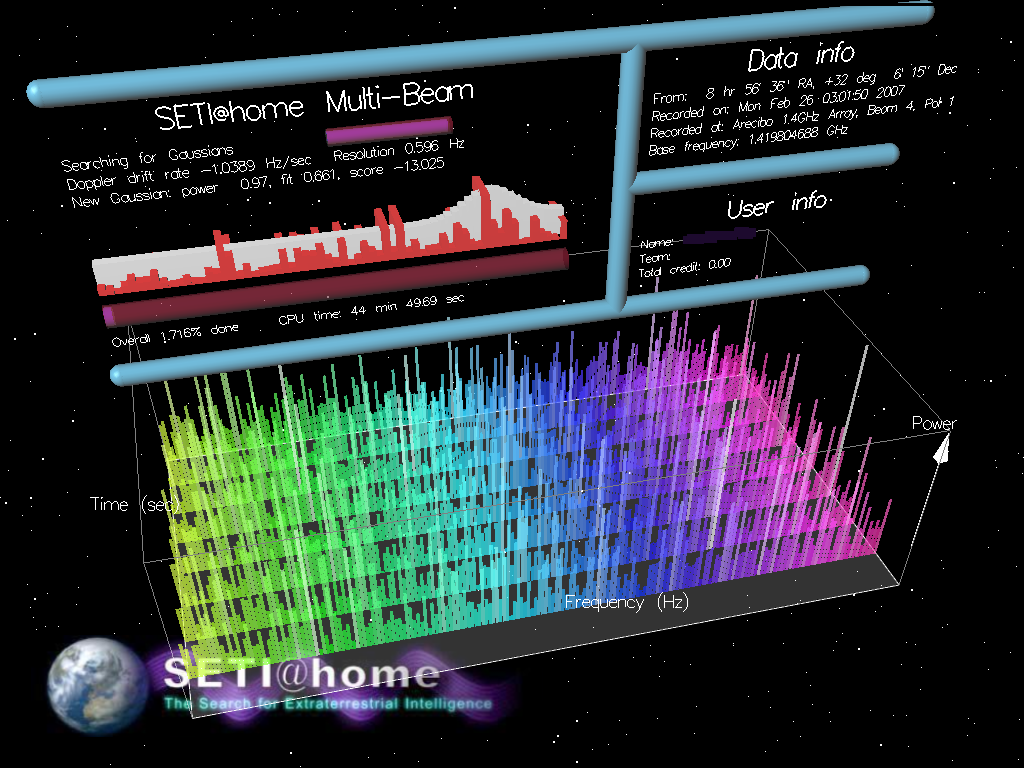
Снимок экрана заставки для SETI@Home, проекта распределённых вычислений, в котором добровольцы жертвуют время бездействия компьютера для анализа радиосигналов с целью найти признаки внеземного разума

Проект SETI (англ. SETI, Search for Extraterrestrial Intelligence) — общее название проектов и мероприятий по поиску внеземных цивилизаций и возможному вступлению с ними в контакт. Некоторые астрономы давно считают, что планет во Вселенной так много, что даже если малая их часть пригодна для жизни, то тысячи или даже миллионы планет должны быть обитаемыми. Однако со временем реалистические оценки числа цивилизаций значительно упали и выросло число скептиков (см.: Уравнение Дрейка, Парадокс Ферми). При этом последние достижения астрономии и физики укрепили представление о существовании многих планетных систем, пригодных для жизни как таковой.

## История
Начало проекта SETI датируется 1959 годом, когда в международном научном журнале Nature была опубликована статья Дж. Коккони и Ф. Мориссона «Поиски межзвёздных сообщений». В этой статье было показано (с анализом достижимой излучаемой мощности и чувствительности радиотелескопов), что даже при тогдашнем уровне развития радиоастрономии (1959 год) можно было рассчитывать на обнаружение внеземных цивилизаций примерно такого же технологического уровня, как земной, при условии, что они обитают на не слишком далёких от нас планетах, в планетных системах звёзд солнечного типа.

Оптимальное окно частот для межзвёздной связи для наземных радиотелескопов — приблизительно от 1 до 10 ГГц. На частотах ниже 1 ГГц высок тепловой фон газа в Галактике, на частотах выше 10 ГГц — тепловое излучение молекул газа в атмосфере Земли

Радиоизлучение на длине волны 21 см, частота около 1420 МГц, обусловленное сверхтонким метастабильным переходом между двумя состояниями нейтрального атома водорода, различающихся взаимной ориентацией магнитных моментов электрона и протона, является универсальной физической величиной (радиолиния излучения нейтрального атомарного водорода во Вселенной). Предполагалось, что любая технологически развитая цивилизация, достигшая технологического уровня земной цивилизации, будет излучать в радиодиапазоне для контактов с другими цивилизациями на этой универсальной частоте. Спектральная плотность мощности помех с частотой ниже 1 ГГц, обусловленных излучением быстро движущихся электронов в газе Галактики, и на частотах выше 10 ГГц, которые испускают молекулы кислорода и воды в атмосфере Земли, существенно выше, что затрудняет связь на межзвёздных расстояниях, поэтому эта частота предлагалась в качестве приемлемой для поисков по программе SETI.
Однако, поиски искусственных внеземных сигналов на этой частоте и близких частотах ни к чему не привели. В 1960 г. Фрэнк Дрейк инициировал проект «Озма» (названный в честь сказочной принцессы страны Оз); сигналы предполагалось искать при помощи 25-метрового радиотелескопа в Грин-Бэнк, штат Западная Вирджиния. В качестве объектов для поисков сигналов были выбраны две близлежащие звезды солнечного типа — Тау Кита и Эпсилон Эридана.

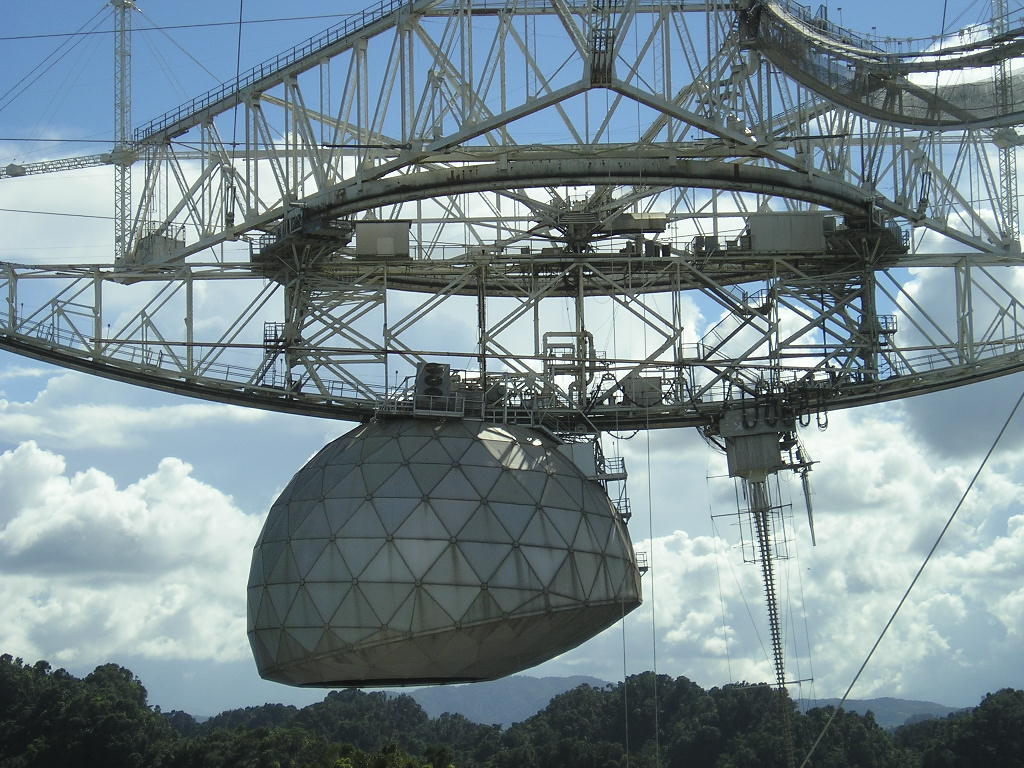
Антенна установлена внутри защитного купола, отсеивающего радиосигналы от помех

В 1971 году NASA предложило взять на себя финансирование проекта SETI. Этот проект, известный также как проект «Циклоп», предусматривал использование полутора тысяч радиотелескопов и должен был обойтись в 10 млрд долл. Финансирование было выделено для гораздо более скромного проекта — отправить в космос тщательно зашифрованное сообщение для иных цивилизаций (см.: Послание Аресибо, Обсерватория Аресибо). В 1974 году сообщение, содержащее 1679 бит, было отправлено с гигантского радиотелескопа в Аресибо в Пуэрто-Рико в направлении шарового звёздного скопления М13, расположенного на расстоянии 25 100 световых лет от нас. Это короткое послание представляет собой рисунок размером 23 х 73 точки; учёные обозначили на нём положение Солнечной системы, поместили изображение человеческих существ и несколько химических формул (если учесть расстояния, о которых идёт речь, ответ можно ожидать не раньше чем через 52 166 лет).

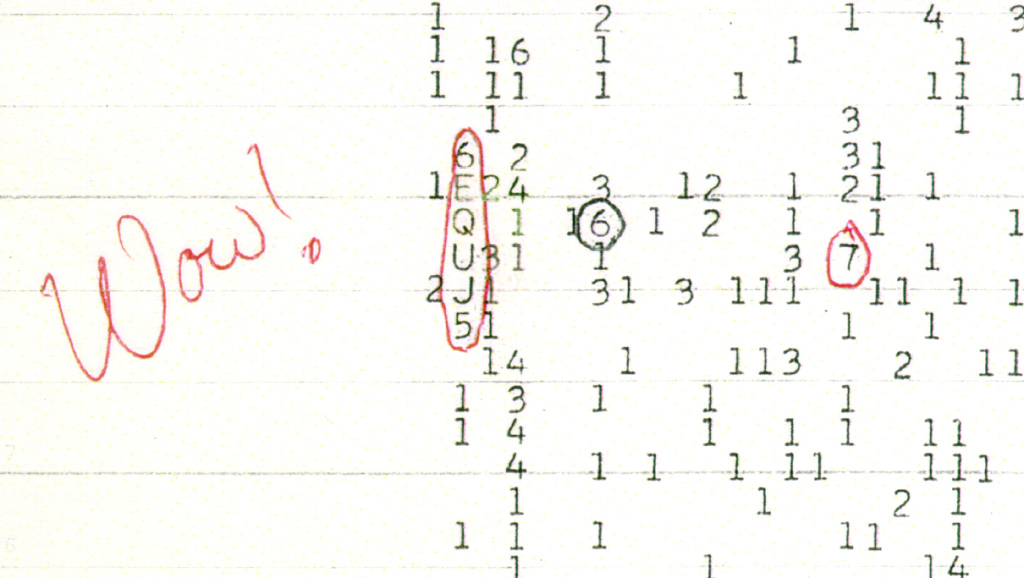
Копия оригинальной распечатки полученного сигнала с пометкой «Wow!», в настоящее время хранящейся в коллекции Исторического общества штата Огайо

В 1977 году был зарегистрирован сигнал, вошедший в историю под названием «Wow!» («вay!»). Он представлен последовательностью букв и цифр, означавших степень его интенсивности, которая представлялась не случайной и говорила вроде бы о наличии внеземного разума также из-за совпадения с предсказанной длительностью сигнала в 72 секунды (надо сказать, не все учёные, видевшие сигнал «Bay», были убеждены в его неслучайном характере).
В 1995 году американские астрономы в связи с недостаточным финансированием со стороны федерального правительства решили обратиться к частным средствам. Был основан некоммерческий Институт SETI в Маунтин-Вью, штат Калифорния, и запущен проект «Феникс»; проект предусматривает изучение тысячи ближайших звёзд солнечного класса в радиодиапазоне 1200—3000 МГц. Директором института выбрали доктора Джилл Тартер. В этом проекте используются чрезвычайно чувствительные приборы, способные уловить излучение обычного аэродромного радиолокатора с расстояния в 200 световых лет. Начиная с 1995 года Институт SETI с бюджетом 5 миллионов долларов в год просканировал уже больше тысячи звёзд, но ощутимых результатов по-прежнему нет. Тем не менее Сет Шостак, старший астроном проекта SETI, с неувядающим оптимизмом верит, что система телескопов Аллена в составе 350 антенн «наткнётся на сигнал ещё до 2025 года».
Новаторский подход к проблеме продемонстрировали астрономы из Университета Калифорнии в Беркли: в 1999 г. они запустили в действие проект SETI@home. Идея проекта — привлечь к работе миллионы владельцев персональных компьютеров, чьи машины большую часть времени просто бездействуют. Те, кто участвует в проекте, скачивают из Интернета и устанавливают на своём компьютере пакет программ, которые работают в режиме скринсейвера, а потому не доставляют владельцу никаких неудобств. Эти программы участвуют в расшифровке сигналов, принятых радиотелескопом. До настоящего момента к проекту присоединились 5 млн пользователей из более 200 стран мира; вместе они потратили электричества больше чем на миллиард долларов, но каждому пользователю участие в проекте стоило недорого. Это самый масштабный коллективный компьютерный проект в истории; он мог бы послужить образцом для других проектов, где требуются большие вычислительные мощности. Тем не менее до сих пор проект SETI@home также не обнаружил ни одного разумного сигнала.
5 января 2012 года было объявлено об обнаружении, в рамках проекта, сигнала, который может являться потенциальным кандидатом на радиосигнал внеземного происхождения. Сигнал получен по направлению от экзопланеты KOI 817, для обнаружения были использованы данные телескопа Кеплер. Однозначной трактовки «открытия» нет.

## Методики
Существует два подхода к поискам внеземного разума:
- Искать сигналы внеземных цивилизаций, рассчитывая на то, что собратья по разуму также будут искать контакт. Основных проблем данного подхода три: что искать, как искать и где искать.
- Посылать так называемый «сигнал готовности». Рассчитывая на то, что кто-то будет искать этот сигнал. Основные проблемы данного подхода фактически аналогичны проблеме подхода первого, за исключением меньших технических проблем.

Один подход выражен в финансируемой НАСА программе прослушивания электромагнитных сигналов искусственного происхождения — в предположении, что любая технически развитая цивилизация должна прийти к созданию систем радио-телевизионных или радиолокационных сигналов — таких же, как на Земле. Самые ранние на Земле электромагнитные сигналы могли к настоящему времени распространиться по всем направлениям на расстояние почти 100 световых лет. Попытки выделить чужие сигналы, направленные к Земле, до сего времени остаются безуспешными, но число «проверенных» таким способом звёзд меньше 0,1 % числа звёзд, ещё ожидающих исследования, если существует статистически значимая вероятность обнаружения внеземных цивилизаций.
В 1960—1980-е годы SETI скрытно финансировалось (через научные фонды) и использовалось ЦРУ для космической радиоразведки — поиск частот, на которых работали советские спутники и наземные станции.
В 2011 году астрономы Абрахам Лоуб из Гарвардского университета и Эдвин Тёрнер из Принстонского университета предложили новую схему поиска внеземных цивилизаций. Их предложение заключается в поиске инопланетных цивилизаций по освещению их возможных городов, располагающихся на ночной стороне их планет. Существуют также сомнения, что продвинутые внеземные цивилизации могут использовать радиоволны, которые можно было бы регистрировать на космических расстояниях.
В новой работе учёные предложили искать «световые» следы внеземных цивилизаций. Так, например, они предлагают регистрировать освещённость ночной стороны экзопланет, (например, светом городов). Предполагая, что орбита планеты эллиптическая, астрономы показали, что можно измерить вариацию блеска объекта и обнаружить, освещена ли его тёмная сторона. При этом, правда, учёные предполагают, что светимость тёмной стороны сравнима со светимостью дневной (у Земли эти величины различаются на пять порядков).
Кроме этого, учёные намерены искать яркие объекты в поясах Койпера вокруг других звёзд с последующим спектральным анализом их излучения. Астрономы полагают, что такой анализ позволит определить природу освещения — естественное оно или искусственное. Учёные подчёркивают, что все предложенные варианты нереализуемы с помощью существующей техники. Вместе с тем, по их мнению, телескопы нового поколения, как, например, американский «Джеймс Уэбб», вполне могут справиться с описанными в работе задачами.
Космическая обсерватория «Джеймс Уэбб», запущенная 24 декабря 2021 года в точку Лагранжа L2 и обладающая диаметром зеркала 6,5 м (у «Хаббла» зеркало — 2,4 м) и защитным зеркалом, начала свою работу в феврале 2022 года.

## Исследования в СССР
В России экспериментальные исследования SETI развивались в нескольких направлениях:
- Поиск радиосигналов от солнцеподобных звёзд проводился в САО РАН на радиотелескопе РАТАН-600 в сантиметровом и дециметровом диапазонах. Исследовалось несколько десятков звёзд, расположенных вблизи эклиптики, и несколько ближайших звёзд солнечного типа. Несколько звёзд наблюдались также в оптическом диапазоне с помощью 6-метрового рефлектора БТА. Ни у одной из исследованных звёзд не было обнаружено превышения потока излучения над шумами.

- Поиск оптических сигналов начался в САО РАН ещё с 1970-х годов под руководством энтузиаста SETI В. Ф. Шварцмана, а после его ухода из жизни — его учеником Г. М. Бескиным. Применительно к сигналам внеземных цивилизаций были выделены две группы объектов: для цивилизаций I типа по классификации Н. С. Кардашёва (сравнимых с нашей земной цивилизацией) — это звезды спектральных классов F9V-G5V в окрестностях Солнца с расстоянием до 25 парсек; для сверхцивилизаций II и III типа — объекты с необычными характеристиками, в частности, не имеющие спектральных линий. К последним относятся белые карлики DC-типа и так называемые РОКОСы (англ. Radio Objects with a Continuous Optical Spectrum, ROCOS)[11].

- Поиск сфер Дайсона, то есть гипотетических астроинженерных конструкций, предположительно сооружаемых внеземными цивилизациями около своих звёзд, ведётся в Астрокосмическом центре ФИАН под руководством академика РАН Н. С. Кардашёва. Предполагается, что эти сферы поглощают большую часть энергии звезды и переизлучают её в инфракрасном, субмиллиметровом и миллиметровом диапазонах — в зависимости от температуры конструкций. Такие источники должны иметь спектры, близкие к спектру чёрного тела с эффективной температурой от 3 до 300 К.

- Передача радиосообщений внеземным цивилизациям, METI. Первое (безадресное) послание в космос было направлено 19 ноября 1962 года из Центра дальней космической связи СССР в Евпатории. Это было радиотелеграфное сообщение, состоящее из трёх слов: «Мир», «Ленин», «СССР»[12]. В период с 24 мая по 1 июля 1999 года из Евпатории осуществлено 4 сеанса передачи информации к четырём звёздам солнечного типа в рамках международного проекта Cosmic Call. Передавались, в частности сведения по астрономии, биологии, географии, имена и индивидуальные письма около 50 тысяч участников проекта, и приглашение к любому, кто прочитал послание, откликнуться и, если можно, сообщить сведения о своей цивилизации.

## Оценки проекта
Откровенное отсутствие результатов после нескольких десятилетий тяжёлой работы вынуждает сторонников активного поиска внеземного разума искать ответы на трудные вопросы. Одним из очевидных недостатков проекта можно назвать тот факт, что поиск идёт только на определённых частотах радиодиапазона. Есть предположения, что иные цивилизации вместо радиосигналов используют лазерные (англ.). Современные приборы оптической связи работают на технологии FSO (Free Space Optics).
Ещё одним недостатком, очевидно, может оказаться неправильный выбор радиодиапазонов. Внеземные цивилизации, если они существуют, могут использовать самые разные методы сжатия. Вполне может быть, что, вслушиваясь в сжатые сообщения, распределённые к тому же на несколько частотных диапазонов, можно услышать только «белый шум».
В интервью журналу Cosmic Search Себастьян фон Хорнер говорил: «Я серьёзно думаю, что попытка установления контакта с Другими во Вселенной является нашей следующей великой целью и что её успех будет означать громаднейший шаг в эволюции человечества, сравнимый с нашим овладением речью миллионы лет назад».
В своей книге «Физика невозможного» Митио Каку повторяет оптимистические заявления: «Учитывая стремительное продвижение программы SETI и обнаружение всё новых внесолнечных планет, контакт с внеземной жизнью <…> может произойти уже в этом столетии».

### Критика
В то же время многие критикуют проект не только за недостаточную продуманность методик поиска, но и сами основополагающие идеи. Например, Питер Сченкель, оставаясь сторонником проектов SETI, написал: «В свете последних достижений мы стали глубже проникать в суть вещей, и лучшим ходом представляется унять чрезмерную возбуждённость и прагматично рассмотреть факты… Мы должны спокойно признать, что ранние предположения о существовании может быть миллионов, сотен тысяч или десятков тысяч передовых внеземных цивилизаций в нашей галактике более не надёжны».
Существует мнение о том, что проект SETI может нести серьёзную опасность. Предполагается, что высокоразвитая инопланетная цивилизация может использовать радиосигналы в качестве информационного оружия или средства собственного распространения.